# (3554) Amon
L'astéroïde (3554) Amon (désignation internationale (3554) Amun) a été découvert par Carolyn et Eugene M. Shoemaker le 4 mars 1986.
Il s'agit d'un astéroïde Aton (géocroiseur), ce qui signifie que son orbite croise celle de la Terre. Ainsi, aux alentours de 2020 il pourrait être aussi facile d'accès que la Lune.[réf. nécessaire]
Dans son livre « Space Resources: Breaking the Bonds of Earth », John S. Lewis (en) a estimé que les métaux qu'il contient pourraient[évasif] représenter une valeur estimée entre 20 000 milliards et 27 000 milliards de dollars[réf. nécessaire], ce qui est le type d'information pouvant pousser des compagnies privées à s'intéresser aujourd'hui au domaine spatial. Pourtant, des observations récentes de Steven Ostro (en) et d'autres membres de l'Asteroid Radar Group du Jet Propulsion Laboratory indiquent que la densité de la surface d'Amon est inférieure à 2 g/cm3[réf. nécessaire]. Cette valeur est tellement faible qu'il n'est pas possible que l'objet soit métallique.